# Scioa sud-occidentale
Lo Scioa sud-occidentale è una delle zone amministrative in cui è suddivisa la Regione di Oromia in Etiopia.

## Woreda
La zona è composta da 12 woreda:
1. Ameya
2. Becho
3. Dawo
4. Goro
5. Ilu
6. Kersana Malima
7. Seden Sodo
8. Sodo Daci
9. Tole
10. Waliso
11. Wenchi
12. Woliso town